# Tranvía de Linares

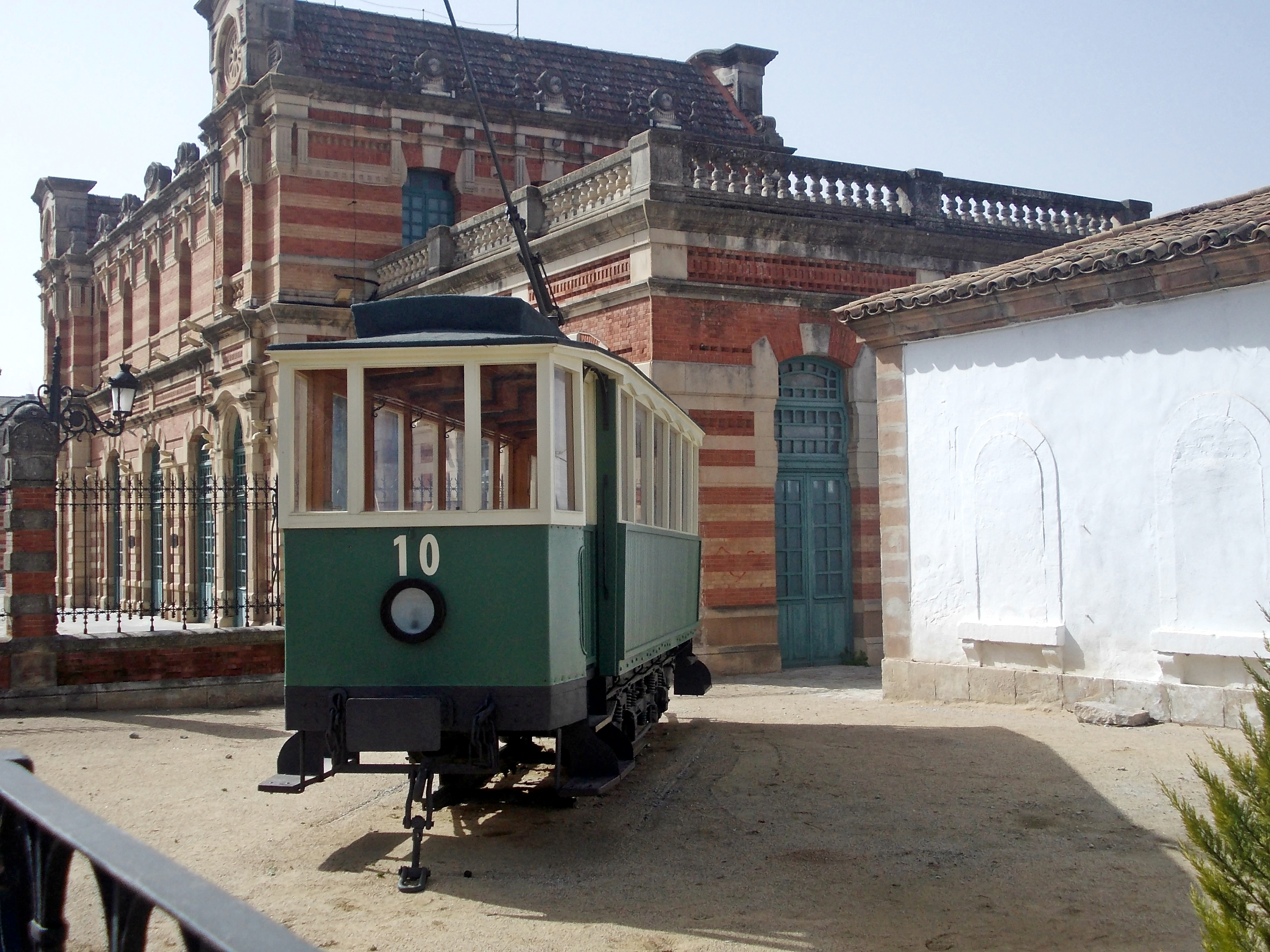
Antigua unidad del tranvía expuesta junto a la estación de Madrid

El tranvía de Linares fue un medio de transporte sobre raíles que operó en el municipio español de Linares, en la provincia de Jaén, entre 1904 y 1966. La red tenía una longitud de 19 kilómetros y era de ancho métrico.

## Historia
La historia del tranvía de Linares arranca del final del siglo XIX, concretamente en 1899, y tiene en la persona de don Antonio Conejero Sánchez, conocido industrial de la ciudad (constructor, entre otras cosas, de la famosa chimenea de la fundición La Cruz, la obra más alta de la provincia por aquellos tiempos) a su artífice. 
En efecto, ese señor, motivado sin duda por el esplendor minero de Linares, intuyó la necesidad de facilitar el transporte de personas y mercancías desde la población hasta las minas para lo cual hizo un proyecto de tranvía eléctrico (energía nueva por aquel entonces) de Linares a la mina de San Roque por un lado (atravesando numerosas explotaciones) y por otro de Linares a la fundición de plomo «La Tortilla». Enfrascándose, a continuación, en los numerosos trámites que la concesión de un tranvía traía aparejada. Se establecen cuatro ramales de tranvía: tres a las estaciones de ferrocarril enclavadas en el casco urbano (Zarzuela, Almería y Madrid) y otro a la fundición de San José. Conejero vende la concesión del tranvía a la Compañía d´Electricitè et de Traction d´Espagne (de capital francés) en agosto de 1904. 
Conejero jugó también un importante papel en la construcción del tranvía de la Loma. En los felices veinte el tranvía se extiende y ramifica aún más por nuestras cuencas mineras, existiendo el proyecto de alargarlo hasta Villacarrillo, Villanueva del Arzobispo y otros pueblos de la Loma, según los proyectos de Armando Plasman, director de la compañía, pero finalmente no se llevarían a cabo.
La crisis minera que atenazaba a Linares a finales de aquellos años también afectó a este medio de transporte. Quizá por ello la Cía. d´Electricitè se desembaraza de los tranvías y cede la concesión de los mismos a una empresa llamada Tranvías de Linares, S.A., nacida en 1932. El organismo de Explotación de Ferrocarriles del Estado se incautó en nombre del Estado de la explotación del tranvía, empezando a funcionar en su nombre a partir del 1 de septiembre de 1934.

### La desaparición
En los años 1960, con su gran crisis de la minería y consiguiente emigración, que diezmaba su población, fue cuando el tranvía pasó a mejor vida. En efecto, con el masivo cierre de explotaciones mineras y estaciones de ferrocarril (Andaluces, La Carolina, Almería) el tranvía se quedaba sin usuarios y sin la gran razón de ser que motivó su aparición, las minas. Los servicios de tranvías dejaron de prestar servicio el 15 de enero de 1966, junto con Tracción eléctrica La Loma. Paradójicamente, desaparecieron cuando acababan de hacerse inversiones millonarias en el trazado y material móvil.